# Lucia Peretti
Lucia Peretti (Sondalo, 14 novembre 1990) è una pattinatrice di short track italiana.

## Biografia
È cresciuta atleticamente nel Bormio Ghiaccio, contraddistinguendosi come una delle migliori atlete valtellinesi. Nel 2010 ha rappresentato l'Italia ai Giochi olimpici di Vancouver, gareggiando con Arianna Fontana, Cecilia Maffei, Martina Valcepina e Katia Zini, nei staffetta 3000 metri e ottenendo il sesto posto.
In carriera vanta il sessantanovesimo posto in coppa del mondo nel 2008 e il quarantaduesimo nella categoria 500 metri femminili.
Il 18 febbraio 2014, ai XXII Giochi olimpici invernali di Soči, si aggiudica la medaglia di bronzo nella staffetta 3000m femminile dello short track insieme alle compagne Arianna Fontana, Martina Valcepina ed Elena Viviani.
Nell'autunno 2015 viene arruolata nel Centro Sportivo Esercito, col grado di caporale.
Ai Giochi olimpici di Pyeongchang 2018 ha vinto la medaglia d'argento nella staffetta 3000 metri. La squadra italiana, composta da lei, Martina Valcepina, Cecilia Maffei e Arianna Fontana, ha concluso la gara alle spalle della nazionale sudcoreana.

## Palmarès

### Olimpiadi
- Pyeongchang 2018
  - Staffetta 3000 m:
- Soči 2014
  - Staffetta 3000 m:

### Campionati mondiali
- Montréal 2014
  - Staffetta 3000 m:
- Mosca 2015
  - Staffetta 3000 m:

### Coppa del Mondo
- Dresda 2017
  - Staffetta 3000 m:
- Minsk 2017
  - 1500m:

### Campionati europei
- Soči 2016
  - Staffetta 3000 m:
- Torino 2017
  - 1500 m: 
  - Staffetta 3000 m: